# Powiat gryfiński

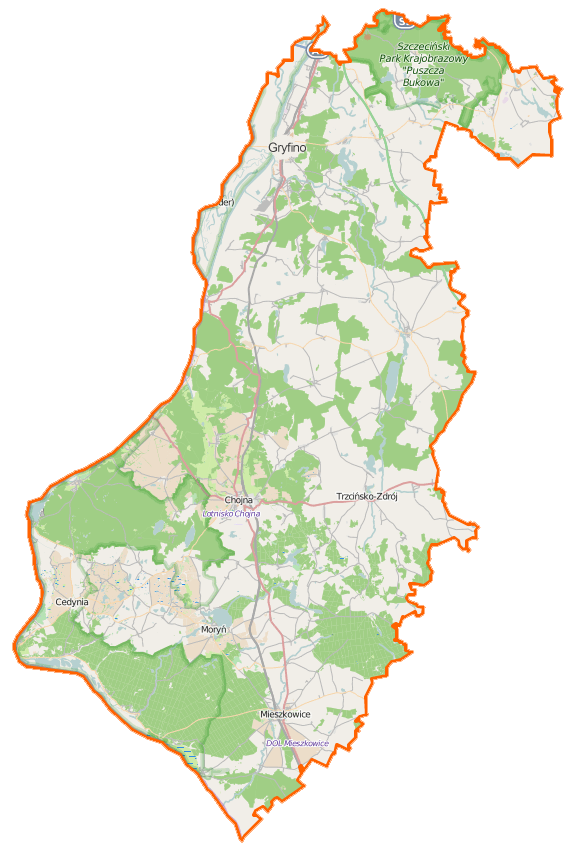
Mapa powiatu

Powiat gryfiński – powiat w północno-zachodniej Polsce, w woj. zachodniopomorskim, utworzony w 1999 r. w ramach reformy administracyjnej. Jego siedzibą jest miasto Gryfino. Obejmuje obszar Równiny Wełtyńskiej, Puszczy Bukowej, Doliny Dolnej Odry i zachodnią część Pojezierza Myśliborskiego. Północna część powiatu należy do historycznego Pomorza Zachodniego, a południowa – do brandenburskiej Nowej Marchii.
Według danych z 31 grudnia 2019 roku powiat zamieszkiwały 80 882 osoby. Natomiast według danych z 30 czerwca 2020 roku powiat zamieszkiwało 81 598 osób.

## Położenie
Według danych z 1 stycznia 2011 powierzchnia powiatu gryfińskiego wynosi 1869,11 km². Powiat gryfiński jest powiatem o największej powierzchni w woj. zachodniopomorskim.
Na terenie powiatu znajdują się: Szczeciński Park Krajobrazowy „Puszcza Bukowa” (w gminie Stare Czarnowo), Park Krajobrazowy Dolina Dolnej Odry (polska część, między Odrą Zachodnią a Wschodnią) oraz Cedyński Park Krajobrazowy (na najdalej na zachód wysuniętym krańcu Polski). W Nowym Czarnowie koło Gryfina znajduje się Elektrownia Dolna Odra. Powiat graniczy z niemieckim landem Brandenburgia. Do 1975 r. na obecnym obszarze istniały 2 powiaty: gryfiński (część północna obecnego powiatu) i chojeński z siedzibą w Dębnie (część południowa).
W skład powiatu wchodzą:
- gminy miejsko-wiejskie: Cedynia, Chojna, Gryfino, Mieszkowice, Moryń, Trzcińsko-Zdrój
- gminy wiejskie: Banie, Stare Czarnowo, Widuchowa
- miasta: Cedynia, Chojna, Gryfino, Mieszkowice, Moryń, Trzcińsko-Zdrój

## Demografia
Według danych z 31 grudnia 2010 roku powiat gryfiński zamieszkiwało 82 727 osób.

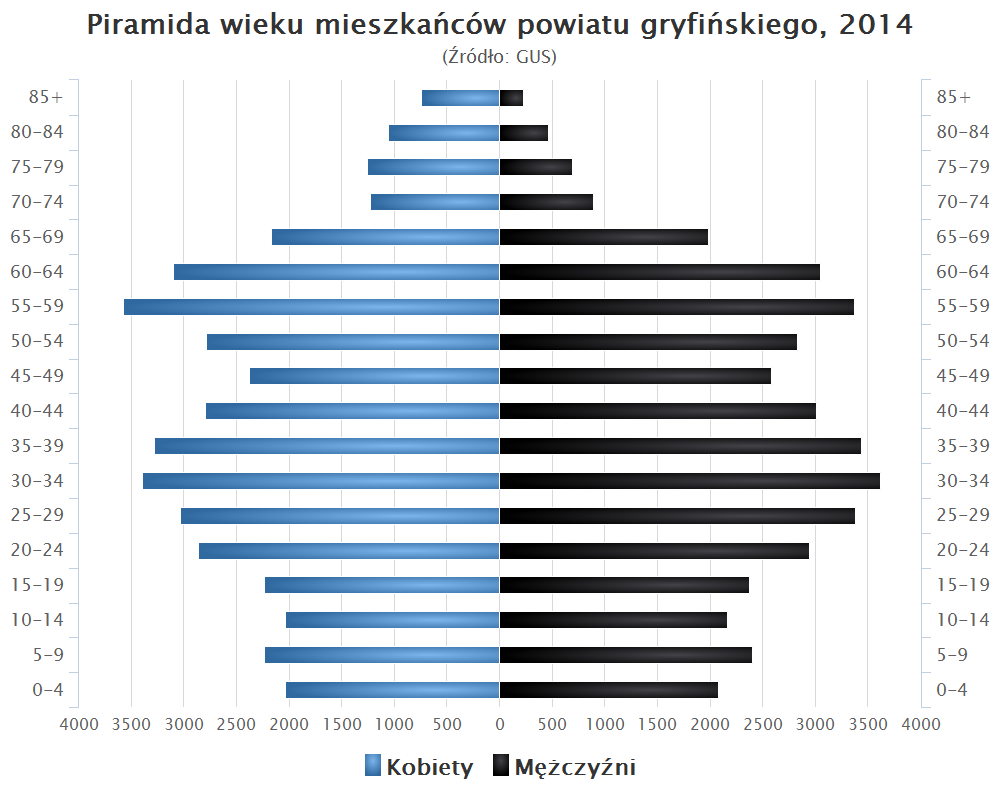
Piramida wieku mieszkańców powiatu gryfińskiego w 2014 roku

Liczba ludności (dane z 30 czerwca 2005):
|        | Ogółem | Ogółem | Kobiety | Kobiety | Mężczyźni | Mężczyźni |
| osób   | %      | osób   | %       | osób    | %         |           |
| ------ | ------ | ------ | ------- | ------- | --------- | --------- |
| Ogółem | 82 869 | 100    | 41 742  | 50,37   | 41 127    | 49,63     |
| Miasto | 37 971 | 45,82  | 19 503  | 23,53   | 18 468    | 22,29     |
| Wieś   | 44 898 | 54,18  | 22 239  | 26,84   | 22 659    | 27,34     |

▶Wieś vs ▶miasto
Ogółem (▶k, ▶m)
Miasto (▶k, ▶m)
Wieś (▶k, ▶m)

## Gospodarka
W końcu września 2019 liczba zarejestrowanych bezrobotnych w powiecie gryfińskim obejmowała ok. 1,9 tys. mieszkańców, co stanowi stopę bezrobocia na poziomie 7,9% do aktywnych zawodowo.
Przeciętne wynagrodzenie pracownicze w październiku 2008 r. wynosiło 3569,94 zł, przy liczbie zatrudnionych pracowników w powiecie gryfińskim – 7996 osób. Przeciętne wynagrodzenie w sektorze publicznym wynosiło 2946,55 zł, a w sektorze prywatnym 3780,94 zł.
W 2013 r. wydatki budżetu samorządu powiatu gryfińskiego wynosiły 70,4 mln zł, a dochody budżetu 72,3 mln zł. Zadłużenie (dług publiczny) samorządu według danych na IV kwartał 2013 r. wynosiło 15,9 mln zł, co stanowiło 21,9% dochodów.

## Transport
- Linie kolejowe:
  - czynne: 273: Szczecin Gł. – Wrocław Gł. (przez Gryfino, Widuchowę, Chojnę, Godków, Mieszkowice).
  - nieczynne, istniejące: Pyrzyce-Wriezen (przez Trzcińsko-Zdrój, Godków, Przyjezierze-Moryń, Siekierki).
  - nieczynne, nieistniejące: Gryfino-Pyrzyce (przez Chwarstnicę, Bielice-Parsów), Szczecin-Sobieradz (przez Szczecin-Płonia, Kołbacz, Stare Czarnowo), Chwarstnica-Swobnica (przez Banie) oraz Cedynia-Bad Freienwalde (Oder).
- Drogi:
  - krajowe: S3: Świnoujście- Jakuszyce (przez Stare Czarnowo), 26: Krajnik Dolny – Głazów (przez Chojną i Trzcińsko-Zdrój) oraz 31: Szczecin- Słubice (przez Gryfino, Widuchową, Chojnę i Mieszkowice).
  - wojewódzkie: 119 Płonia(skrzyżowanie z drogą krajową nr 10 przez Stare Czarnowo do Pyrzyc i Gorzowa Wlkp
  - 120 granicą z Niemcami przez Gryfino, Stare Czarnowo aż do Kobylanki
- Dawne przejścia graniczne:
  - drogowe: Gryfino – Mescherin, Krajnik Dolny – Schwedt/Oder oraz Osinów Dolny – Hohenwutzen (kier. Bad Freienwalde (Oder))
  - piesze Gryfino – Mescherin
  - rzeczne Osinów Dolny – Hohensaaten, Widuchowa – Gartz oraz Gryfino – Mescherin
- Komunikacja autobusowa:

Komunikację autobusową w powiecie zapewniają przedsiębiorstwa PKS Szczecin (część północna) oraz PKS Myślibórz (część południowa). Bezpośrednie połączenia ze Szczecinem, Gorzowem Wielkopolskim, Myśliborzem, Choszcznem i Dębnem. PKS Szczecin dodatkowo wykonuje kursy dla gminy Gryfino na linii 1 Dolna Odra – Radziszewo, 2 Radziszewo – Szczecin Rondo Ułanów Podolskich. Do tego dochodzą linie wiejskie.

## Bezpieczeństwo
W 2009 r. wskaźnik wykrywalności sprawców przestępstw stwierdzonych w powiecie gryfińskim wynosił 74,2%. W 2009 r. stwierdzono w powiecie m.in. 235 kradzieży z włamaniem, 13 kradzieży samochodów, 119 przestępstw narkotykowych.
Większa część obszaru powiatu obejmująca gminy: Banie, Cedynia, Chojna, Gryfino, Mieszkowice, Moryń i Stare Czarnowo, położona jest w strefie nadgranicznej. Powiat gryfiński obejmuje zasięgiem służbowym placówka Straży Granicznej w Szczecinie z Morskiego Oddziału SG.
Powiat gryfiński jest obszarem właściwości Prokuratury Rejonowej w Gryfinie i Prokuratury Okręgowej w Szczecinie.
Na terenie powiatu działa 13 jednostek Ochotniczej Straży Pożarnej włączonych do krajowego systemu ratowniczo-gaśniczego. Ponadto istnieje jednostka ratowniczo-gaśnicza przy Komendzie Powiatowej Państwowej Straży Pożarnej w Gryfinie.

## Administracja
| Gminy                                              | Liczba radnych | Liczba wyborców w 2010 |
| -------------------------------------------------- | -------------- | ---------------------- |
| gmina Gryfino                                      | 8              | 25 350                 |
| gmina Banie, gmina Stare Czarnowo, gmina Widuchowa | 4              | 12 654                 |
| gmina Chojna, gmina Cedynia, gmina Trzcińsko-Zdrój | 6              | 19 245                 |
| gmina Mieszkowice, gmina Moryń                     | 3              | 9483                   |
| Razem (Σ)                                          | 21             | 66 732                 |

Siedzibą władz powiatu jest miasto Gryfino. Organem uchwałodawczym jest Rada Powiatu w Gryfinie, w której skład wchodzi 21 radnych.
Rada Powiatu
| Ugrupowanie                                   | 2002-2006 | 2006-2010 | 2010-2014 | 2014-2018 |
| --------------------------------------------- | --------- | --------- | --------- | --------- |
| Sojusz Lewicy Demokratycznej                  | 10        | –         | –         | –         |
| Polskie Stronnictwo Ludowe                    | 2         | –         | –         | 5         |
| Prawica Razem                                 | 2         | –         | –         | –         |
| Inicjatywa Samorządowa                        | 7         | 10        | 7         | 11        |
| Powiatowe Gryfińskie Porozumienie Samorządowe | –         | 3         | –         | –         |
| Bezpartyjny Blok Samorządowy                  | –         | 8         | 6         | –         |
| Platforma Obywatelska                         | –         | –         | 5         | 3         |
| Prawo i Sprawiedliwość                        | –         | –         | 1         | 1         |
| Wspólnota Samorządowa – Forum 2010            | –         | –         | 2         | –         |
| Porozumienie Samorządowe – Forum 2014         | –         | –         | –         | 1         |

Gminy powiatu gryfińskiego są obszarem właściwości Sądu Rejonowego w Gryfinie, jednakże sprawy karne dla 5 gmin (Cedynia, Chojna, Mieszkowice, Moryń i Trzcińsko-Zdrój) rozpatrywane są przez wydział zamiejscowy w Chojnie. Powiat gryfiński jest obszarem właściwości miejscowej Sądu Okręgowego w Szczecinie.
Powiat gryfiński jest obszarem właściwości miejscowej Samorządowego Kolegium Odwoławczego w Szczecinie.
Mieszkańcy powiatu gryfińskiego wybierają radnych do Sejmiku Województwa Zachodniopomorskiego w okręgu nr 5. Posłów na Sejm wybierają z okręgu wyborczego nr 41, senatora z okręgu wyborczego nr 98, a posłów do Parlamentu Europejskiego z okręgu wyborczego nr 13.

## Sąsiednie powiaty
- Szczecin (miasto na prawach powiatu)
- powiat policki
- powiat stargardzki
- powiat pyrzycki
- powiat myśliborski